# Schoonheidswedstrijd

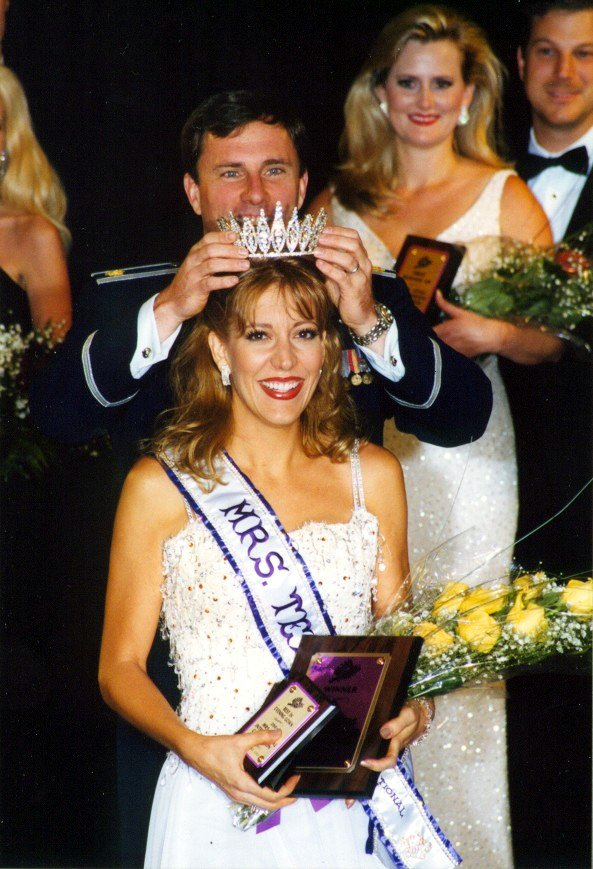
De winnares van de Miss Texas-verkiezing in 2001

Een schoonheidswedstrijd is een wedstrijd die vooral, maar niet altijd geheel, draait om fysieke schoonheid van de deelnemers. Andere criteria waarop deelnemers nogal eens worden beoordeeld zijn persoonlijkheid, talent en kennis. De winnaars en winnaressen worden vaak tot schoonheidskoning(in) gekroond.

## Typen
Schoonheidswedstrijden bestaan voor zowel mannen als vrouwen, hoewel wedstrijden voor vrouwen in de meerderheid zijn. Deze worden veelal missverkiezingen genoemd daar de winnares vaak de titel van “miss” (gevolgd door een land of andere omschrijving) krijgt, maar er zijn andere titels zoals -prinses of -koningin.
Equivalente schoonheidswedstrijden voor mannen worden doorgaans misterverkiezingen genoemd daar het vaak bodybuilder-wedstrijden zijn. Een aantal schoonheidswedstrijden voor mannen waarbij wel op natuurlijke eigenschappen wordt gelet zijn Mister World en Manhunt International. Daarnaast zijn er aparte verkiezingen voor homoseksuele mannen, zoals Mister Gay Belgium, Mister Gay Netherlands en de internationale Mister Gay World.
Er bestaan ook schoonheidswedstrijden voor kinderen, maar deze worden vaak gezien als controversieel. Meestal mikt men op de 'aantrekkelijke jeugd', maar er bestaan ook open - en zelfs seniorenwedstrijden.

## Geschiedenis
Rituelen waarbij mannen en vrouwen worden uitgekozen om centraal te staan tijdens een belangrijk feest bestaan in Europa al sinds de oudheid. 
De eerste moderne Amerikaanse schoonheidswedstrijd werd georganiseerd door Phineas Taylor Barnum in 1854, maar deze wedstrijd werd wegens protesten van omstanders gesloten. In 1880 werd een schoonheidswedstrijd gehouden tijdens een zomerfestival om Rehoboth Beach te promoten. Dit zette een trend voor soortgelijke festivals in andere plaatsen.
De oorsprong van de moderne schoonheidswedstrijd ligt bij de eerste Miss America-verkiezing uit 1921. De wedstrijd werd aanvankelijk geschuwd door de middenklasse. Pas na de Tweede Wereldoorlog kregen de wedstrijden meer waardering.

## Kritiek en evolutie
Schoonheidswedstrijden, en vooral de missverkiezingen, krijgen vaak kritiek te verduren. Zo vinden veel feministen schoonheidswedstrijden voor vrouwen ongepast, met name het onderdeel waarin de deelnemers in badkleding het toneel op moeten. Dat bezwaar weegt minder zwaar nu veel wedstrijden andere criteria en/of capaciteitstests invoeren, die door tegenstanders worden afgedaan als een doekje voor het bloeden, maar evengoed het showgehalte kunnen verhogen, zeker als er een humoristische inslag is.